# Barytarbodes tenebrator
Barytarbodes tenebrator là một loài tò vò trong họ Ichneumonidae.